# Rhexographium
Rhexographium är ett släkte av svampar. Rhexographium ingår i familjen Microascaceae, ordningen Microascales, klassen Sordariomycetes, divisionen sporsäcksvampar och riket svampar.
|               | Microascus                                    |
|               |                                               |
|               | Scopulariopsis                                |
|               |                                               |
|               | Pithoascus                                    |
|               |                                               |
|               | Kernia                                        |
|               |                                               |
|               | Lophotrichus                                  |
|               |                                               |
|               | Cephalotrichum                                |
|               |                                               |
|               | Doratomyces                                   |
|               |                                               |
|               | Stysanus                                      |
|               |                                               |
|               | Graphium                                      |
|               |                                               |
|               | Scedosporium                                  |
|               |                                               |
|               | Petriellopsis                                 |
|               |                                               |
|               | Parascedosporium                              |
|               |                                               |
|               | Brachyconidiellopsis                          |
|               |                                               |
|               | Ascosubramania                                |
|               |                                               |
|               | Wardomyces                                    |
|               |                                               |
| Rhexographium | \| \| Rhexographium fimbriasporum \| \| \| \| |
|               | \| \| Rhexographium fimbriasporum \| \| \| \| |
|               | Petriella                                     |
|               |                                               |
|               | Wardomycopsis                                 |
|               |                                               |
|               | Enterocarpus                                  |
|               |                                               |
|               | Pseudallescheria                              |
|               |                                               |
|               | Trichurus                                     |
|               |                                               |
|               | Canariomyces                                  |
|               |                                               |
|               | Rhexographium fimbriasporum                   |
|               |                                               |

|  | Rhexographium fimbriasporum |
|  |                             |